# Desoxirribonucleótido

Imagen de la desoxirribosa, la molécula que crea la diferencia química y estructural entre el ADN y el ARN.

Los desoxirribonucleótidos son los monómeros que constituyen el ADN. Y poseen la misma estructura que los nucleótidos : 
- una base nitrogenada (un compuesto cíclico con átomos de nitrógeno)
- un grupo fosfato
- una pentosa (monosacárido de cinco carbonos), en este caso la desoxirribosa.

La gran diferencia entre un ribonucleótido y un desoxirribonucleótido se encuentra en la molécula de azúcar (ribosa y desoxirribosa, respectivamente).
Esta imagen nos muestra la diferencia entre las moléculas de azúcar. A la izquierda se encuentra la ribosa, y señalado con una flecha, se encuentra el grupo funcional hidroxilo (OH), que no se encuentra en la desoxirribosa (derecha). Es justamente por este motivo que se le llama desoxirribosa, ya que no posee ese grupo hidroxilo, y por ende, a los nucleótidos que incorporan este azúcar a su estructura se les denomina desoxirribonucleótidos.
Técnicamente, el carbono indicado con la flecha, es llamado el carbono 2' o 2'-C, debido a convenciones químicas de prioridad atómica en moléculas cíclicas (o sea, anillos).
Cuatro son las base nitrogenadas presentes en los desoxirribonucleótidos: adenina, timina, guanina y citosina. El uracilo forma parte de los ribonucleótidos y la timina está presente en los desoxirribonucleótidos, y en muy raras ocasiones se presenta el caso contrario.

## Nomenclatura
Existe la siguiente nomenclatura que puede aparecer en documentos más especializados.
| Nomenclatura | Nombre                                           | Imagen |
| ------------ | ------------------------------------------------ | ------ |
| dAMP         | Desoxiadenilato (desoxiadenosina 5'-monofosfato) |        |
| dTMP         | Desoxitimidilato (desoxitimidina 5'-monofosfato) |        |
| dCMP         | Desoxicitidilato (desoxicitidina 5'-monofosfato) |        |
| dGMP         | Desoxiguanilato (desoxiguanosina 5'-monofosfato) |        |

## Estabilidad
A pesar de que tanto el ADN como el ARN son moléculas estables, el ADN lo es mucho más. Esto ocurre por la utilización de desoxirribonucleótidos en vez de ribonucleótidos en su síntesis, aunque no exclusivamente por esa razón.
El ARN, debido a que usa ribosa y posee el grupo hidroxilo, es susceptible a hidrólisis catalizada por bases. Si el grupo 2'-OH fuese sacado de la molécula, la tasa de hidrólisis del ARN baja unas 100 veces en condiciones neutras. De esta manera, es posible pensar que la eliminación del grupo hidroxilo en la ribosa fue un agente importante en permitir la complejidad de organismos que vemos hoy en día.

## Conversión de ribonucleótidos a desoxirribonucleótidos
Los desoxirribonucleótidos provienen de los ribonucleótidos, al reducir el Carbono 2' del anillo de ribosa, mediante la enzima ribonucleótido reductasa. Esta enzima utiliza nucleótidos di-fosfatados (NDP) para catalizar su reacción:
La ribonucleótido reductasa al catalizar esta reacción, pasa a un estado oxidado inactivo. Sin embargo, esta puede recobrar su poder reductor mediante dos vías: La glutarredoxina, que actúa a través del glutatión o la tiorredoxina, que actúa mediante transferencia de hidrógenos de NADPH a través de un grupo prostético FAD.

## Timina: su uso y síntesis

Estructura química del uracilo.

El uso de timina en el ADN, en vez de utilizar uracilo, puede deberse a una presión selectiva que ayude a mantener la integridad de la secuencia genética, puesto que el grupo metilo en la timina, facilita la reparación de ADN.
Existen dos formas para sintetizar timina: Utilizando como precursor CDP (citidina difosfato), o bien UDP (uridina difosfato). En ambos casos, la transformación final a dTMP es catalizado por la enzima timidilato sintetasa, cuya reacción es la siguiente:
{\displaystyle {\color {Red}dUMP}+5,10-Metilenotetrahidrofolato+FADH_{2}\Longleftrightarrow {\color {Red}dTMP}+Tetrahidrofolato+FAD}

### Vía del CDP
Solo posee un paso más que la vía del UDP, ya que el precursor directo de la timina es el uracilo. La vía es la siguiente:

### Vía del UDP
La única diferencia es que no posee el paso de dCTP a dUTP. La vía es la siguiente: